# Venta del Aire
Venta del Aire är en ort i kommunen El Oro i delstaten Mexiko i Mexiko. Samhället hade 702 invånare vid folkräkningen år 2020.